# PEGIDA
PEGIDA (zkratka z německého Patriotische Europäer gegen die Islamisierung des Abendlandes, v překladu Vlastenečtí Evropané proti islamizaci Západu) je německá krajně pravicová občanská iniciativa s počátkem v Drážďanech, která od října 2014 organizuje demonstrace proti ekonomické migraci a údajné cizí kulturní nadvládě a islamizaci Německa.
Od října do prosince 2014 postupně počet účastníků demonstrací pořádaných v Drážďanech narůstal, 23. prosince se sešlo 17 500 demonstrantů.

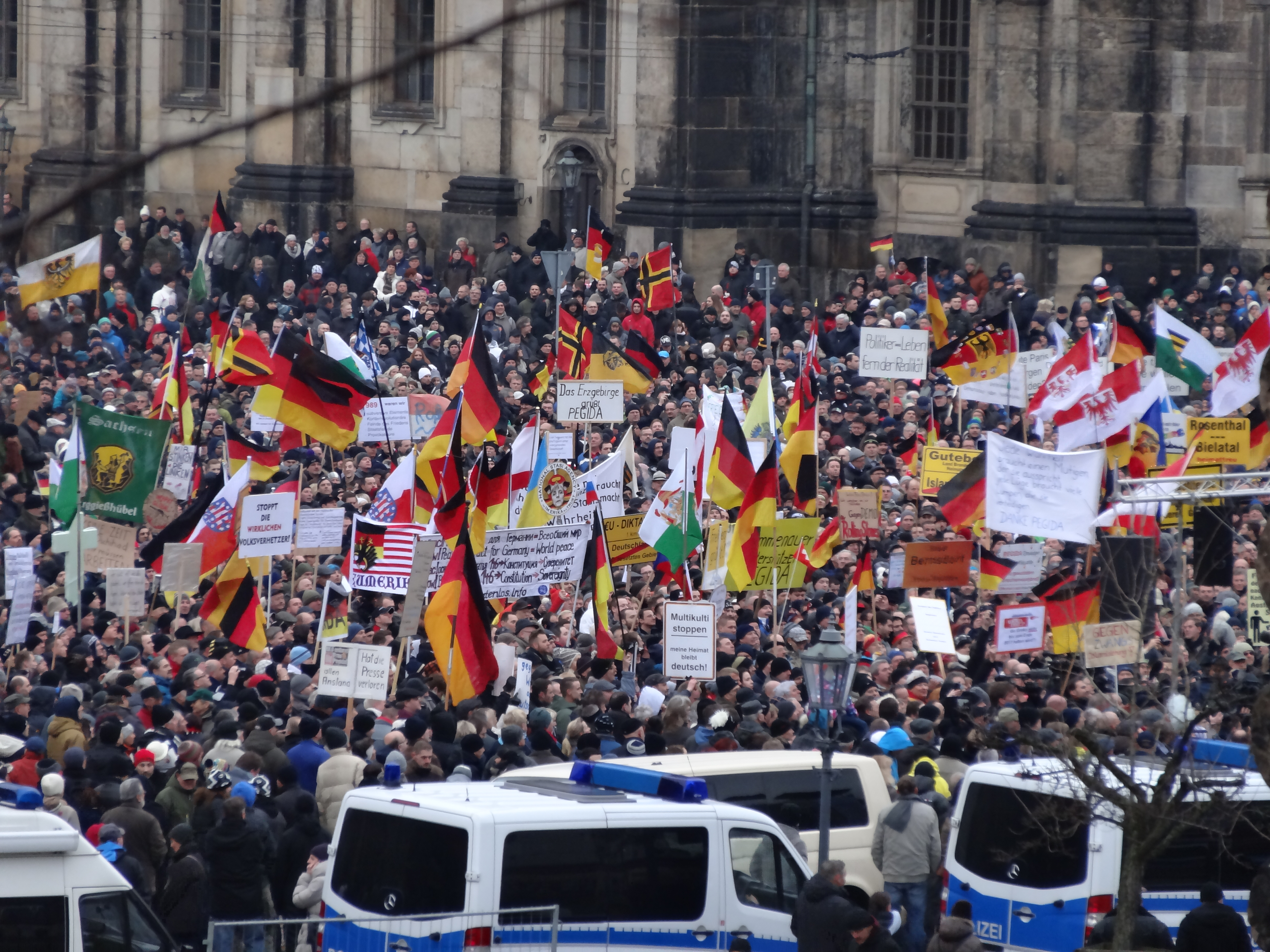
Demonstrace příznivců Pegidy v Drážďanech, 25. ledna 2015

Zakladatelem hnutí je Lutz Bachmann, který má za sebou dvouletý trest za obchodování s drogami a sám nesmí volit ani zastávat veřejný úřad. Hlavním předmětem kritiky hnutí jsou německé imigrační zákony (a obecněji evropská imigrační politika) a chování některých německých politiků. Ti, dle názoru hnutí, ustupují muslimské menšině, která se, dle názoru hnutí, odmítá integrovat.
Stoupencům Pegidy také vadilo zobrazování černošských dětí na čokoládách Kinder. Jak se však ukázalo, nejednalo se o protežování migrantů, ale o speciální edici čokolád zobrazující dětské snímky německých fotbalových reprezentantů, z nichž někteří mají rodiče neevropského původu.
Někteří němečtí politici, například kancléřka Angela Merkelová, hnutí odmítají jako xenofobní a podněcující násilnosti. Proslovy a oficiální narativ shromáždění ale otevřeně xenofobní podle médii nejsou. Shromáždění se účastní i pravicoví radikálové a hooligans, většinu ale tvoří podle médií obyčejní občané.. Z významnějších celoněmeckých stran má Pegida podporu pouze u pravicové až krajně pravicové Alternativy pro Německo.
Projekt Faktus  shrnul průzkum Technické univerzity v Drážďanech, který se zabýval motivací lidí k účasti na demonstracích Pegidy. Z odpovědí překvapivě vyplynulo, že lidé jsou nejvíce nespokojeni se stavem politiky a médii a „islamizace Západu“ je hlavním tématem pro necelou čtvrtinu dotázaných.

## Protidemonstrace
V reakci na demonstrace uskupení Pegida a s ní spřízněných hnutí proběhly v řadě měst napříč Německem protestní shromáždění, vymezující se proti tomuto hnutí a jeho narativu. V Drážďanech se takto shromáždilo okolo 35 000 protestujících a v lednu 2015 v celé zemi okolo 100 000, tedy značně více, než na samotných shromážděních Pegidy. 
5. ledna 2015 na protest proti pochodu Pegidy zhasnul katolický Kolínský chrám osvětlující reflektory a ponořil se do tmy. Stejný krok učinila automobilka Volkswagen při protestech v Drážďanech.

## Politická stanoviska
Toto jsou politická stanoviska hnutí PEGIDA publikovaná v prosinci 2014:
1. PEGIDA je pro přijímání válečných a politicky a nábožensky pronásledovaných uprchlíků.
2. PEGIDA je pro přidání práva a povinnosti k integraci do ústavy (kde je zatím jen právo na azyl).
3. PEGIDA je pro decentralizované ubytování uprchlíků místo v často nedůstojných ubytovnách.
4. PEGIDA je pro celoevropské a spravedlivé rozdělování uprchlíků do všech států Evropské unie.
5. PEGIDA je pro snížení počtu žadatelů o azyl na jednoho sociálního pracovníka – momentálně 200 : 1, fakticky žádná podpora často traumatizovaných lidí.
6. PEGIDA je pro azylové řízení podle nizozemského nebo švýcarského vzoru, aby se drasticky zkrátila doba azylového řízení a umožnila rychlejší integrace.
7. PEGIDA je pro navýšení prostředků policii a proti rušení jejích pracovních míst.
8. PEGIDA je pro důsledné uplatňování existujících zákonů na téma azyl a odsun.
9. PEGIDA je pro nulovou toleranci vůči trestné činnosti azylantů a migrantů.
10. PEGIDA je pro odpor proti politické ideologii, která podporuje násilí a je nepřátelská vůči ženám, ale nikoli proti muslimům, kteří zde žijí a integrují se.
11. PEGIDA je pro přistěhovalectví podle švýcarského, australského, kanadského nebo jihoafrického vzoru.
12. PEGIDA je pro sexuální sebeurčení.
13. PEGIDA je pro udržení a ochranu naší západní židovsko-křesťanské kultury.
14. PEGIDA je pro zavedení lidového hlasování podle švýcarského vzoru.
15. PEGIDA je proti dodávkám zbraní protiústavním a zakázaným organizacím, jako je PKK.
16. PEGIDA je proti akceptování paralelních společností a soudů, jako šaría soudů, šaría policie, smírčích soudců apod.
17. PEGIDA je proti tomuto šílenému „gender mainstreamingu“, často také nazývanému „genderování“, násilné politicky korektní neutralizaci pohlaví v naší řeči.
18. PEGIDA je proti radikalismu, ať už nábožensky, nebo politicky motivovanému.
19. PEGIDA je proti kazatelům násilí, ať jsou jakéhokoli vyznání.[14]